# 광주동구도서관
광주동구도서관은 광주광역시 동구에 있는 공립 도서관이다.